# シネフク大黒座
シネフク大黒座1・2・3・4（シネフクだいこくざ1・2・3・4、CINEFUKU）は、かつて広島県福山市笠岡町3丁目9番地にあった映画館。2014年（平成26年）に閉館した。4スクリーンを有していた。運営会社は株式会社フューレック。フューレックは福山市内で福山エーガル8シネマズ（シネコン）、福山駅前シネマモード（ミニシアター）などを運営している。

## 沿革
- 1892年 – 劇場「大黒座」として開館
- 1927年 – 原因不明[2]の火災後に再建
- 1950年 – 1945年の福山大空襲による火災後に再建
- 1960年 – 火災後に再建
- 2013年 - 全スクリーン名をシネフク大黒座に統一[3]
- 2014年 – 閉館

## データ
- 所在地：広島県福山市笠岡町3丁目9番地 シネフクビル
- アクセス : JR山陽新幹線・山陽本線・福塩線福山駅南口から南東に徒歩8分
- 座席数  50席、190席、190席、361席（2014閉館時）

## 歴史
1892年、芝居や演芸ができる劇場として大黒座が開館。1927年には放火による火災にあって再建され、1945年8月8日には福山大空襲によって焼失したが、1950年12月に木造2階建で再建された。1955年の『全国映画館総覧 1955年版』には福山市に6館ある映画館のひとつとして大黒座が記載されており、座席数は658席、大映・新東宝系の映画館であるとされている。1960年の『映画館名簿 1960年版』には福山市に14館ある映画館のひとつとして大黒座が記載され、座席数は750席に増加している。三代目の大黒座では美空ひばりや長谷川和夫なども上演した。
1960年には3度目となる火災に見舞われたが、これを機に鉄筋コンクリート造の建物に建て替えられ、当時の地方都市としては別格、中国地方では2番目の70mmフィルム上映設備を備えた大劇場・大黒座と地下の新天地大映（後に福山新天地劇場、スカラ座）の2スクリーン体制となった。この建て替えの際にはフランス製の演劇鑑賞用のシートが導入されている。1960年代が最盛期であり、年間約40万人もの観客を集めた。運営会社の藤本興行は大黒座を含め、福山市内で7館の映画館を運営していた。1975年の大黒座は福山市伏見町の福山ピカデリー劇場とともに洋画ロードショウ館であり、510席があった。
1987年には2階にミラノ座が開館し、シネフクビルは大黒座、ミラノ座、スカラ座の3スクリーン体制となった。大黒座とミラノ座では大作ハリウッド映画が、地下1階のスカラ座では松竹系の映画が上映された。1990年代初頭には4スクリーン体制となり、2階に洋画のミラノ座、1階に洋画の大黒座と邦洋のミラノ座2、地下1階がスカラ座から改称した邦洋のミラノ座3となった。
2000年には福山市昭和町のグリーン劇場がミニシアターのシネマモードとしてリニューアルオープン。2008年1月26日、シネマモードがシネフクビルの地下に移転する形で、1階のミラノ座2がシネマモード1、地下1階のミラノ座3がシネマモード2となった。これにより、4スクリーンの名称はそれぞれ大黒座、ミラノ座、シネマモード1、シネマモード2となった。昭和町の旧・シネマモードは167席の多目的劇場「シネマモード・アネックス」として様々なイベントに活用されている。この年の10月に『二重心臓』が上映された際は、秋原正俊監督と同作に出演した温水洋一、有末麻祐子の3人が10月18日にミラノ座で舞台挨拶を行っている。
2013年4月20日、大黒座、ミラノ座、シネマモード1・2を「シネフク大黒座」に館名統一。この年の10月期に『劇場版 あの日見た花の名前を僕達はまだ知らない。』が上映された際は、同作のキャラクターデザイン・総作画監督を務めた田中将賀（広島県出身）とめんま〈本間芽衣子〉役の声優・茅野愛衣が10月27日に舞台挨拶を行った。また12月17日にはTOKYO DOME CITY HALLで行われた『第3回AKB48紅白対抗歌合戦』のパブリックビューイングもあった。
2014年2月1日には『ラジオの恋』の公開を記念して、主演の中国放送アナウンサー・横山雄二と監督の時川英之が舞台挨拶で来館。同年8月23日には『サケボム』の公開を記念して、プロデューサーの妹尾浩充（福山市出身）と主演の濱田岳の舞台挨拶が行われた。

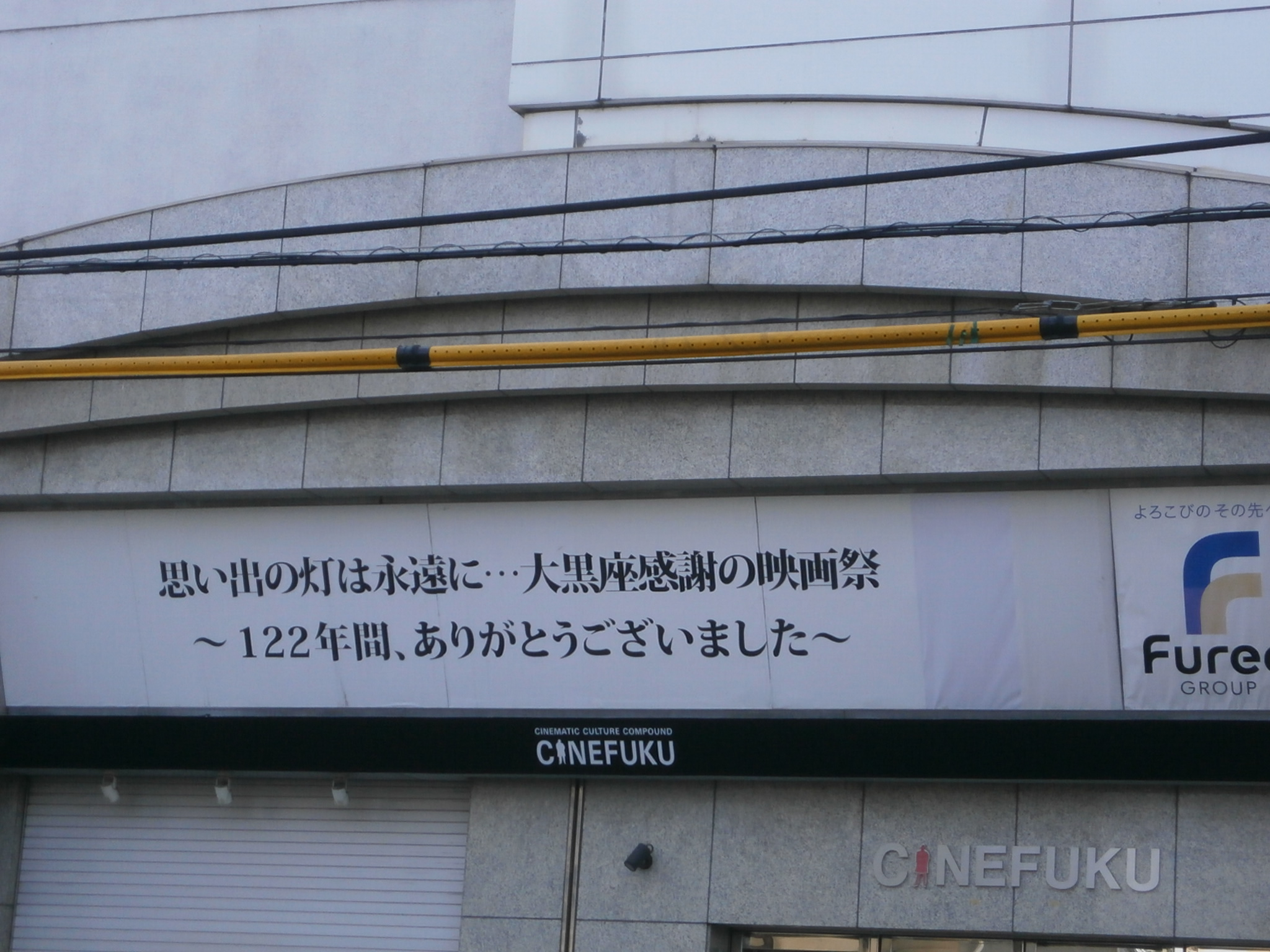
閉館を告げる案内板（2014年9月）

雨漏りや配管の不具合などの施設の老朽化、市中心部の空洞化による売上減少などを理由に、2014年8月31日にシネフクビル内の4スクリーンすべての営業を終えて閉館した。閉館間際の数年間は年間観客数が7-8万人まで減少していた。最終日には『崖の上のポニョ』（福山市の鞆の浦が舞台）、『泣きながら笑う日』、『少女たちの羅針盤』（いずれも福山市でロケが行われた作品）の3作品が上映され、そのうち『泣きながら - 』に出演した俳優・阿藤快と『少女たちの - 』に出演した女優・森田彩華が同館を訪れた。9月の建物取り壊し前には大黒座を舞台とした映画『シネマの天使』の撮影が行われた。
当館解体後の跡地には、大手コンビニエンスストア「ローソン」と福山市に本社を置くドラッグストア「ププレひまわり」が共同提携した商業施設『ローソンププレひまわり福山大黒座店』が2015年7月31日にオープンした。

### 2014年の閉館時のシネフクビル
| 階数    | 名称            | 座席数 | 名称の変遷（1960年の建て替え以後）                                             |
| ------- | --------------- | ------ | ------------------------------------------------------------------------------ |
| 2階     | シネフク大黒座1 | 190席  | 福山ミラノ座→ミラノ座→シネフク大黒座1                                          |
| 1階     | シネフク大黒座2 | 361席  | 大黒座→福山大黒座→大黒座→シネフク大黒座2                                       |
| 1階     | シネフク大黒座3 | 190席  | ミラノ座2→シネマモード1→シネフク大黒座3                                        |
| 地下1階 | シネフク大黒座4 | 50席   | 新天地大映→福山新天地劇場→福山スカラ座→ミラノ座3→シネマモード2→シネフク大黒座4 |